# 아교질

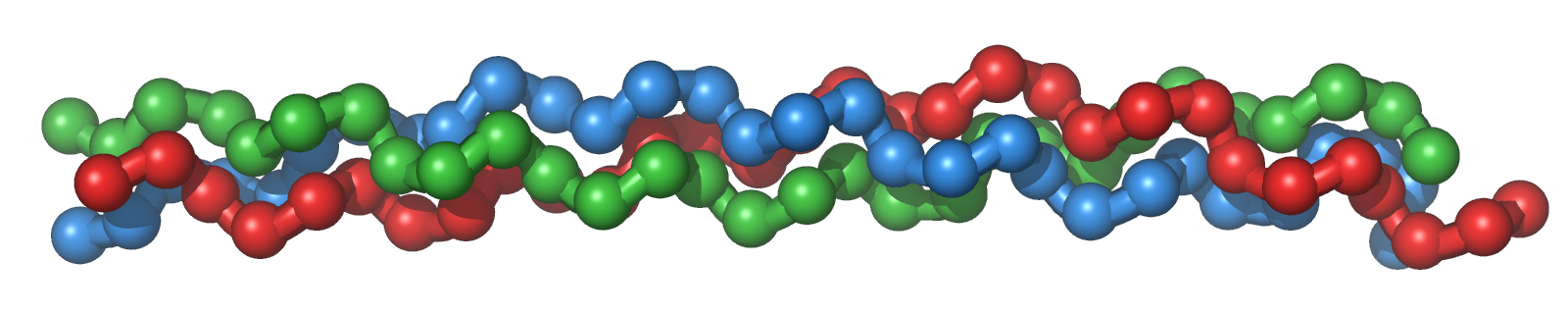
삼중 나선: 세 개의 왼손잡이 폴리프롤린 II형 나선(빨간색, 녹색, 파란색)이 축방향 수소 결합으로 조립되어 콜라겐의 삼차 구조인 오른손잡이 삼중 나선을 형성한다.

아교질 또는 교원질 또는 콜라겐(독일어: Kollagen) 또는 콜라젠(영어: collagen)은 많은 동물의 결합 조직 세포외기질에 있는 주요 단백질이다. 포유류에서 가장 풍부한 단백질로, 단백질 함량의 25%에서 35%를 차지한다. 아미노산은 서로 결합하여 콜라겐 나선으로 알려진 길쭉한 원섬유의 삼중나선을 형성한다. 콜라겐은 주로 연골, 뼈, 힘줄, 인대, 피부에서 발견된다. 비타민 C는 콜라겐 합성에 필수적이다.
생체 광물화 정도에 따라 콜라겐 조직은 단단하거나(뼈) 유연하거나(힘줄) 단단한 것에서 유연한 것으로 점차적으로 변할 수 있다(연골). 콜라겐은 각막, 혈관, 장, 척추사이원반, 치아의 상아질에도 풍부하다. 근육 조직에서는 근육속막의 주요 구성 요소로 작용한다. 콜라겐은 근육 조직의 1%에서 2%를 차지하며, 뼈대근육 무게의 6%를 차지한다. 섬유모세포는 동물에서 콜라겐을 생성하는 가장 일반적인 세포이다. 식품 및 산업에서 사용되는 젤라틴은 열, 염기성 용액 또는 약산을 사용하여 비가역적으로 가수분해된 콜라겐이다.

## 어원

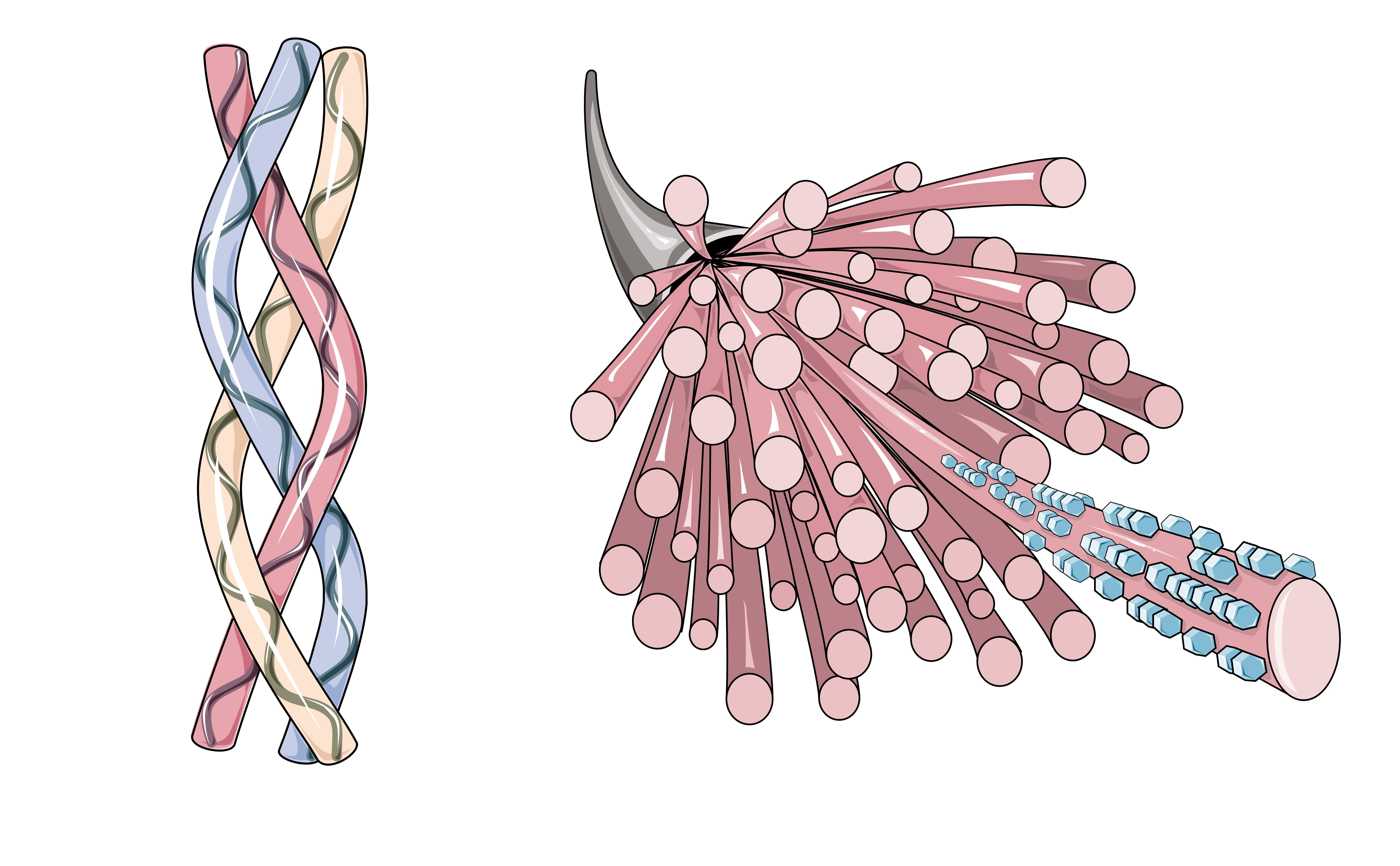
콜라겐

콜라겐이라는 이름은 "풀"을 의미하는 그리스어 κόλλα (kólla)와 "생산하는"을 의미하는 접미사 -γέν, -gen에서 유래한다.

## 종류
2011년 현재 28가지 유형의 인간 콜라겐이 구조에 따라 식별, 설명 및 분류되었다. 이러한 다양성은 콜라겐의 다양한 기능을 보여준다. 모든 유형은 적어도 하나의 삼중나선을 포함한다. 인체 내 콜라겐의 90% 이상은 I형 및 III형 콜라겐이다.
- 섬유성 (I, II, III, V, XI형)
- 비섬유성
  - FACIT 콜라겐 (중단된 삼중나선을 가진 섬유 관련 콜라겐) (IX, XII, XIV, XIX, XXI형)
  - 단쇄 (VIII, X형)
  - 기저막 (IV형)
  - 다중나선 (중단된 다중 삼중나선 도메인) (XV, XVIII형)
  - MACIT (중단된 삼중나선을 가진 막 관련 콜라겐) (XIII, XVII형)
  - 미세섬유 형성 (VI형)
  - 고정 섬유 (VII형)

가장 흔한 다섯 가지 유형은 다음과 같다.
- I형 콜라겐: 피부, 힘줄, 혈관, 장기, 뼈 (뼈 유기물의 주요 구성 요소)
- II형 콜라겐: 연골 (연골의 주요 콜라겐 구성 요소)
- III형 콜라겐: 그물 섬유 (그물 섬유의 주요 구성 요소), I형과 함께 흔히 발견됨
- IV형 콜라겐: 기저막의 상피 분비층인 바닥판 형성
- V형 콜라겐: 세포 표면, 머리카락, 태반

## 인체 내

### 심장
네 개의 심장판막 고리를 포함하는 콜라겐성 심장 골격은 조직학적으로, 탄성적으로 그리고 독특하게 심장 근육에 결합되어 있다. 심장 골격은 또한 심장 중격의 분리된 심방중격과 심실중격을 포함한다. 심장 스트레스 테스트 측정에서 콜라겐의 기여는 심장에서 방출되는 혈압의 유체역학에 반대되는 지속적인 비틀림 힘을 요약적으로 나타낸다. 심장의 상부 방과 하부 방을 나누는 콜라겐성 구조는 일반적인 생리적 수단으로는 혈액과 전기 자극을 모두 배제하는 불투과성 막이다. 콜라겐의 지지를 통해 심방세동은 결코 심실세동으로 악화되지 않는다. 콜라겐은 다양한 밀도로 평활근 질량과 함께 층을 이룬다. 콜라겐의 질량, 분포, 연령 및 밀도는 모두 혈액을 앞뒤로 이동시키는 데 필요한 순응도에 기여한다. 개별 심장 판막 소엽은 가변적인 압력 하에서 특수 콜라겐에 의해 모양이 접힌다. 콜라겐 내 칼슘 침착은 노화의 자연스러운 기능으로 점진적으로 발생한다. 콜라겐 매트릭스 내의 석회화 지점은 혈액과 근육의 움직이는 영상에서 대조를 보여주며, 심장 영상 기술이 본질적으로 혈액 유입(심장 유입) 및 혈액 유출(심장박출량)을 나타내는 비율에 도달할 수 있도록 한다. 심장의 콜라겐 하부 구조의 병리학은 결합 조직 질환의 범주 내에서 이해된다.

### 뼈 이식
골격은 몸의 구조를 형성하므로 부러지거나 다친 후에도 강도를 유지하는 것이 중요하다. 콜라겐은 삼중나선 구조로 인해 매우 강한 분자이므로 뼈 이식에 사용된다. 골격의 구조적 무결성을 손상시키지 않으므로 뼈에 사용하기에 이상적이다. 삼중나선 구조는 콜라겐이 효소에 의해 분해되는 것을 방지하고, 세포의 접착을 가능하게 하며, 세포외기질의 적절한 조립에 중요하다.

### 조직 재생
콜라겐 지지체는 스펀지, 얇은 시트, 젤, 또는 섬유 형태로 조직 재생에 사용된다. 콜라겐은 공극 구조, 투과성, 친수성, 생체 내 안정성 등 조직 재생에 유리한 특성을 가지고 있다. 또한 콜라겐 지지체는 뼈모세포 및 섬유모세포와 같은 세포의 침착을 지지하며, 삽입되면 성장이 정상적으로 진행되도록 촉진한다.

### 재건 수술
콜라겐은 심각한 화상 및 상처 관리에 사용되는 인공 피부 대체물을 만드는 데 널리 사용된다. 이 콜라겐은 소, 말, 돼지 또는 인간의 출처에서 얻을 수 있으며, 때로는 실리콘, 글리코사미노글리칸, 섬유아세포, 성장 인자 및 기타 물질과 함께 사용된다.

### 상처 치유
콜라겐은 신체의 주요 천연 자원 중 하나이며 상처 치유의 모든 단계에 도움이 될 수 있는 피부 조직의 구성 요소이다. 상처 부위에 콜라겐이 공급되면 상처가 닫힐 수 있다. 이는 상처 악화 및 절단과 같은 절차를 피하는 데 도움이 된다.
콜라겐은 인공 상처 드레싱에는 없는 특성을 가지고 있기 때문에 천연 상처 드레싱으로 사용된다. 콜라겐은 박테리아에 저항하는데, 이는 상처 드레싱에서 매우 중요하다. 화상 드레싱으로서 콜라겐은 화상 부위에 육아조직이 자라도록 도와 빠르게 치유되도록 돕는다.
상처 치유의 네 단계 동안 콜라겐은 다음 기능을 수행한다.
- 안내: 콜라겐 섬유는 결합 조직 기질을 따라 이동하므로 섬유모세포를 안내한다.
- 화학주성: 콜라겐 섬유는 치유에 도움이 되는 섬유 형성 세포를 유인하는 넓은 표면적을 가진다.
- 핵 생성: 특정 중성 염 분자의 존재 하에 콜라겐은 핵 생성 물질로 작용하여 섬유성 구조를 형성할 수 있다.
- 지혈제: 혈액 혈소판이 콜라겐과 상호작용하여 지혈 플러그를 만든다.

## 기초 과학에서의 사용
콜라겐은 실험실 연구에서 세포 배양, 세포 행동 및 세포외 환경과의 세포 상호작용 연구에 사용된다. 콜라겐은 또한 3차원 바이오프린팅 및 3D 조직 모델의 생체 제조를 위한 바이오잉크로 널리 사용된다.

## 생물학
콜라겐 단백질은 일반적으로 두 개의 동일한 사슬(α1)과 화학 조성에서 약간 다른 추가 사슬(α2)로 구성된 삼중나선으로 이루어져 있다. 콜라겐의 아미노산 조성은 단백질에 비해 특이하며, 특히 하이드록시프롤린 함량이 높다. 콜라겐의 아미노산 서열에서 가장 흔한 모티프는 글라이신-프롤린-X 및 글라이신-X-하이드록시프롤린이며, 여기서 X는 글라이신, 프롤린 또는 하이드록시프롤린 이외의 임의의 아미노산이다.
아래 표는 어류와 포유류 피부의 평균 아미노산 조성을 나열한다.
| 아미노산         | 포유류 피부에서의 풍부도 (잔기/1000) | 어류 피부에서의 풍부도 (잔기/1000) |
| ---------------- | ------------------------------------ | ---------------------------------- |
| 글라이신         | 329                                  | 339                                |
| 프롤린           | 126                                  | 108                                |
| 알라닌           | 109                                  | 114                                |
| 하이드록시프롤린 | 95                                   | 67                                 |
| 글루탐산         | 74                                   | 76                                 |
| 아르기닌         | 49                                   | 52                                 |
| 아스파르트산     | 47                                   | 47                                 |
| 세린             | 36                                   | 46                                 |
| 라이신           | 29                                   | 26                                 |
| 류신             | 24                                   | 23                                 |
| 발린             | 22                                   | 21                                 |
| 트레오닌         | 19                                   | 26                                 |
| 페닐알라닌       | 13                                   | 14                                 |
| 아이소류신       | 11                                   | 11                                 |
| 하이드록시라이신 | 6                                    | 8                                  |
| 메티오닌         | 6                                    | 13                                 |
| 히스티딘         | 5                                    | 7                                  |
| 티로신           | 3                                    | 3                                  |
| 시스테인         | 1                                    | 1                                  |
| 트립토판         | 0                                    | 0                                  |

## 합성
먼저, 주로 글라이신과 프롤린 아미노산으로 구성된 삼차원 가닥 구조가 조립된다. 이것이 콜라겐 전구체인 프로콜라겐이다. 다음으로, 프로콜라겐은 프롤린과 라이신 아미노산에 하이드록실 기가 추가되어 변형된다. 이 단계는 이후의 글리코실화와 콜라겐의 삼중나선 구조 형성에 중요하다. 이러한 반응을 수행하는 하이드록실레이스 효소는 비타민 C를 보조 인자로 필요로 하므로, 이 비타민의 장기 결핍은 콜라겐 합성 손상과 괴혈병을 초래한다. 이러한 하이드록실화 반응은 효소 프롤릴 4-하이드록실레이스 및 라이실 하이드록실레이스에 의해 촉매된다. 이 반응은 하이드록실화당 한 분자의 아스코르브산을 소모한다. 콜라겐 합성은 세포 내부와 외부에서 일어난다.
콜라겐의 가장 흔한 형태는 섬유성 콜라겐이다. 또 다른 흔한 형태는 여과 시스템 형성에 종종 관여하는 그물망 콜라겐이다. 모든 종류의 콜라겐은 삼중나선이지만, 2단계에서 생성되는 알파 펩타이드의 구성이 다르다. 아래에서 섬유성 콜라겐의 형성에 대해 논한다.
1. mRNA 전사: 특정 알파 펩타이드(일반적으로 알파 1, 2 또는 3)의 형성 관련 유전자가 활성화되면서 합성이 시작된다. 약 44개의 유전자가 콜라겐 형성과 관련되어 있으며, 각 유전자는 특정 mRNA 서열을 코딩하며, 일반적으로 "COL" 접두사가 붙는다.
2. 전-프로-펩타이드 형성: 생성된 mRNA는 세포 핵을 떠나 세포질로 들어간다. 거기서 리보솜 소단위체와 연결되어 펩타이드로 번역된다. 이 펩타이드는 번역 후 처리(post-translational processing)를 위해 소포체로 이동한다. 이것은 펩타이드의 N-말단 신호 서열(서열의 초기 부분)을 인식하는 소포체의 신호 인식 입자에 의해 그곳으로 향하게 된다. 처리된 산물은 전프로콜라겐(preprocollagen)이라는 단백질 전구체이다.
3. 프로콜라겐 형성: 전-프로-펩타이드의 세 가지 변형이 알파 펩타이드를 형성한다.
  1. N-말단의 신호 펩타이드가 제거된다. 이 분자는 프로펩타이드라고 불린다.
  2. 라이신과 프롤린은 '프롤릴 하이드록실레이스'와 '라이실 하이드록실레이스' 효소에 의해 하이드록실화되어 하이드록시프롤린과 하이드록시라이신을 생성한다. 이는 알파 펩타이드의 가교를 돕는다. 이 효소 단계는 보조 인자로 비타민 C를 필요로 한다. 괴혈병에서는 프롤린과 라이신의 하이드록실화 부족으로 인해 삼중나선(세 개의 알파 펩타이드로 형성됨)이 느슨해진다.
  3. 라이신에 붙은 하이드록실 그룹에 포도당 또는 갈락토스 단량체가 추가되어 글리코실화가 일어난다. 프롤린에는 일어나지 않는다.
  4. 하이드록실화되고 글리코실화된 프로펩타이드 세 개가 삼중나선으로 꼬여(끝 부분 제외) 프로콜라겐을 형성한다. 이는 골지체로 향하는 운반 소포에 포장된다.
4. 변형 및 분비: 골지체에서 프로콜라겐은 최종 번역 후 변형을 거쳐 올리고당(3단계의 단당류가 아님)이 추가된다. 그런 다음 세포에서 세포외 배출을 통해 분비될 분비 소포에 포장된다.
5. 트로포콜라겐 형성: 세포 외부에서 콜라겐 펩티다아제라고 불리는 막 결합 효소가 분자의 풀린 끝 부분을 제거하여 트로포콜라겐을 생성한다. 이 단계의 결함은 다양한 엘러스-단로스 증후군이라는 콜라겐병증을 유발한다. 섬유성 콜라겐의 한 종류인 3형을 합성할 때는 이 단계가 없다.
6. 콜라겐 섬유 형성: 라이실 산화효소는 구리 의존성 효소로, 라이신과 하이드록시라이신에 작용하여 알데하이드 그룹을 생성하고, 이는 결국 트로포콜라겐 분자들 사이에 공유 결합을 형성한다. 이 트로포콜라겐의 중합체를 콜라겐 섬유라고 부른다.

라이실 산화효소의 작용

### 아미노산
콜라겐은 특이한 아미노산 조성과 서열을 가지고 있다.
- 글라이신은 거의 모든 세 번째 잔기에서 발견된다.
- 프롤린은 콜라겐의 약 17%를 차지한다.
- 콜라겐은 번역 중에 직접 삽입되지 않는 두 가지 특이한 유도체 아미노산을 포함한다. 이 아미노산들은 글라이신에 대한 특정 위치에서 발견되며, 번역 후 서로 다른 효소에 의해 변형되는데, 두 효소 모두 비타민 C를 보조 인자로 필요로 한다.
  - 프롤린에서 파생된 하이드록시프롤린
  - 라이신에서 파생된 하이드록시라이신 – 콜라겐 유형에 따라 다양한 수의 하이드록시라이신이 글리코실화된다(대부분 이당류가 부착됨).

코르티솔은 (피부) 콜라겐의 아미노산으로의 아미드 가수분해를 촉진한다.

### I형 콜라겐 형성
대부분의 콜라겐은 비슷한 방식으로 형성되지만, 다음 과정은 I형에 대한 전형적인 과정이다.
1. 세포 내부
  1. 두 가지 유형의 알파 사슬 – 알파-1과 알파-2가 거친 소포체 (RER)의 리보솜에서 번역되는 동안 형성된다. 전프로콜라겐으로 알려진 이 펩타이드 사슬은 양쪽 끝에 등록 펩타이드와 신호 펩타이드를 가지고 있다.[30]
  2. 폴리펩타이드 사슬은 RER의 내강으로 방출된다.
  3. 신호 펩타이드는 RER 내부에서 절단되며, 이들은 프로-알파 사슬로 알려져 있다.
  4. 내강 내부에서 라이신과 프롤린 아미노산의 하이드록실화가 일어난다. 이 과정은 아스코르브산 (비타민 C)을 보조 인자로 필요로 하며 소모한다.
  5. 특정 하이드록시라이신 잔기의 글리코실화가 일어난다.
  6. 두 개의 알파-1 사슬과 하나의 알파-2 사슬로부터 소포체 내부에서 삼중 알파 나선 구조가 형성된다.
  7. 프로콜라겐은 골지체로 운반되어 포장된 후 세포외 배출에 의해 세포외 공간으로 분비된다.
2. 세포 외부
  1. 등록 펩타이드는 절단되고, 트로포콜라겐은 프로콜라겐 펩티다아제에 의해 형성된다.
  2. 여러 트로포콜라겐 분자는 알돌 반응에 의한 라이실 산화효소에 의한 공유 결합 교차 연결을 통해 콜라겐 섬유를 형성한다. 이는 하이드록시라이신과 라이신 잔기를 연결한다. 여러 콜라겐 섬유는 콜라겐 섬유를 형성한다.
  3. 콜라겐은 피브로넥틴, 라미닌, 피불린, 인테그린 등 여러 종류의 단백질을 통해 세포막에 부착될 수 있다.

## 분자 구조
하나의 콜라겐 분자인 트로포콜라겐은 섬유와 같은 더 큰 콜라겐 응집체를 구성하는 데 사용된다. 트로포콜라겐은 약 300 nm 길이, 1.5 nm 직경이며, 세 개의 폴리펩타이드 가닥(알파 펩타이드라고 불리며 2단계 참조)으로 구성되어 있는데, 각 가닥은 왼손잡이 나선의 형태를 가지고 있다. 이는 오른손잡이 알파 나선과 혼동해서는 안 된다. 이 세 개의 왼손잡이 나선은 서로 꼬여 오른손잡이 삼중나선 또는 "슈퍼 나선"을 형성하는데, 이는 많은 수소 결합에 의해 안정화되는 협력적인 사차 구조이다. I형 콜라겐과 아마도 모든 섬유성 콜라겐, 또는 모든 콜라겐의 경우, 각 삼중나선은 콜라겐 미세섬유라고 불리는 오른손잡이 슈퍼-슈퍼-코일로 결합한다. 각 미세섬유는 인접한 미세섬유와 어느 정도 상호 맞물려 있어서 개별적으로 불안정해 보일 수 있지만, 콜라겐 섬유 내부에서는 매우 잘 정렬되어 결정질이다.

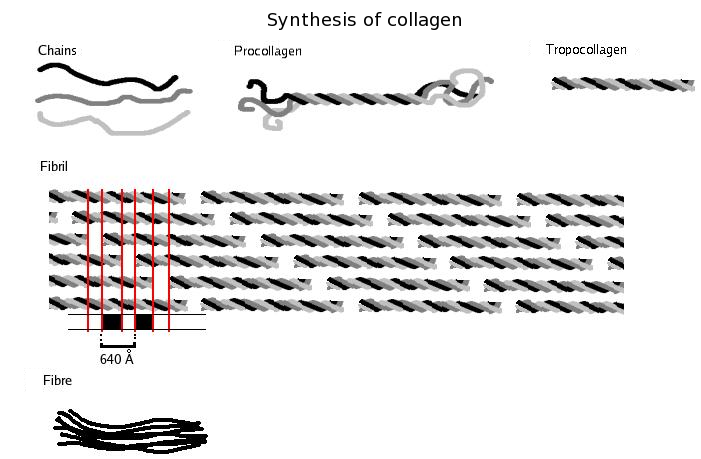
세 개의 폴리펩타이드가 꼬여 트로포콜라겐을 형성한다. 많은 트로포콜라겐이 결합하여 섬유를 형성하고, 이 중 많은 수가 모여 한 다발을 이룬다.

콜라겐의 특징은 콜라겐 소단위의 세 사슬 각각에 있는 아미노산의 규칙적인 배열이다. 서열은 종종 Gly-Pro-X 또는 Gly-X-Hyp 패턴을 따르며, 여기서 X는 다른 다양한 아미노산 잔기가 될 수 있다. 프롤린 또는 하이드록시프롤린은 전체 서열의 약 1/6을 차지한다. 글라이신이 서열의 1/3을 차지한다는 것은 콜라겐 서열의 약 절반이 글라이신, 프롤린 또는 하이드록시프롤린이 아니라는 것을 의미하며, 이는 콜라겐 알파-펩타이드의 특이한 GX~1~X~2~ 특성 때문에 종종 간과되는 사실이다. 콜라겐의 높은 글라이신 함량은 콜라겐 나선의 안정화에 중요하며, 이는 분자 내 콜라겐 섬유의 매우 긴밀한 결합을 가능하게 하여 수소 결합 및 분자간 가교 형성를 촉진한다. 이러한 종류의 규칙적인 반복과 높은 글라이신 함량은 비단 피브로인과 같은 몇몇 다른 섬유상 단백질에서만 발견된다.
콜라겐은 구조 단백질일 뿐만 아니라 세포 표현형, 세포 부착, 조직 조절 및 인프라 결정에 핵심적인 역할을 하므로 프롤린이 풍부하지 않은 많은 부분은 세포 또는 기질 연관/조절 역할을 한다. 기하학적으로 제한된 카복실 및 (2차) 아미노 그룹을 가진 프롤린 및 하이드록시프롤린 고리의 상대적으로 높은 함량과 글라이신의 풍부한 양은 개별 폴리펩타이드 가닥이 사슬 내 수소 결합 없이 자발적으로 왼손잡이 나선을 형성하는 경향을 설명한다.
글라이신은 곁사슬이 없는 가장 작은 아미노산이므로 섬유상 구조 단백질에서 독특한 역할을 한다. 콜라겐에서 글라이신은 세 번째 위치마다 필요하다. 이는 삼중나선이 조립될 때 이 잔기가 나선의 내부(축)에 위치하기 때문에 글라이신의 단일 수소 원자보다 큰 곁사슬 그룹이 들어갈 공간이 없기 때문이다. 같은 이유로 프롤린과 하이드록시프롤린의 고리는 바깥쪽을 향해야 한다. 이 두 아미노산은 삼중나선을 안정화하는 데 도움이 되며, 하이드록시프롤린은 입체전자 효과 때문에 프롤린보다 훨씬 더 그렇다. 체온이 대부분의 온혈 동물보다 낮은 어류와 같은 동물에서는 이들의 농도가 더 낮게 필요하다. 차가운 물고기에서는 프롤린과 하이드록시프롤린 함량이 낮지만, 따뜻한 물고기는 포유류와 비슷한 프롤린과 하이드록시프롤린 함량을 갖는 경향이 있다. 차가운 물고기와 다른 변온 동물의 낮은 프롤린 및 하이드록시프롤린 함량은 이들의 콜라겐이 포유류 콜라겐보다 열 안정성이 낮다는 것을 의미한다. 이러한 낮은 열 안정성으로 인해 어류 콜라겐에서 유래한 젤라틴은 많은 식품 및 산업 응용 분야에 적합하지 않다.
트로포콜라겐 소단위체는 조직의 세포외 공간에서 규칙적으로 지그재그 배열된 끝부분으로 자발적으로 분자 자가조립되어 더 큰 배열을 이룬다. 섬유의 추가 조립은 섬유모세포(fibroblast)에 의해 유도되는데, 이 세포는 섬유 형성체(fibripositor)에서 완전히 형성된 섬유를 침착시킨다. 섬유성 콜라겐에서 분자들은 인접한 분자들보다 약 67 nm 정도 어긋나게 배열되어 있다(이 단위는 'D'라고 불리며 응집체의 수분 상태에 따라 달라진다). 미세섬유의 각 D-주기 반복에는 단면적으로 5개의 분자를 포함하는 부분("겹침"이라고 불림)과 4개의 분자만을 포함하는 부분("틈"이라고 불림)이 있다. 이 겹침 및 틈 영역은 미세섬유가 섬유로 조립될 때 유지되므로 전자 현미경으로 볼 수 있다. 미세섬유 내의 삼중나선 트로포콜라겐은 준육각형 밀집 패턴으로 배열되어 있다.

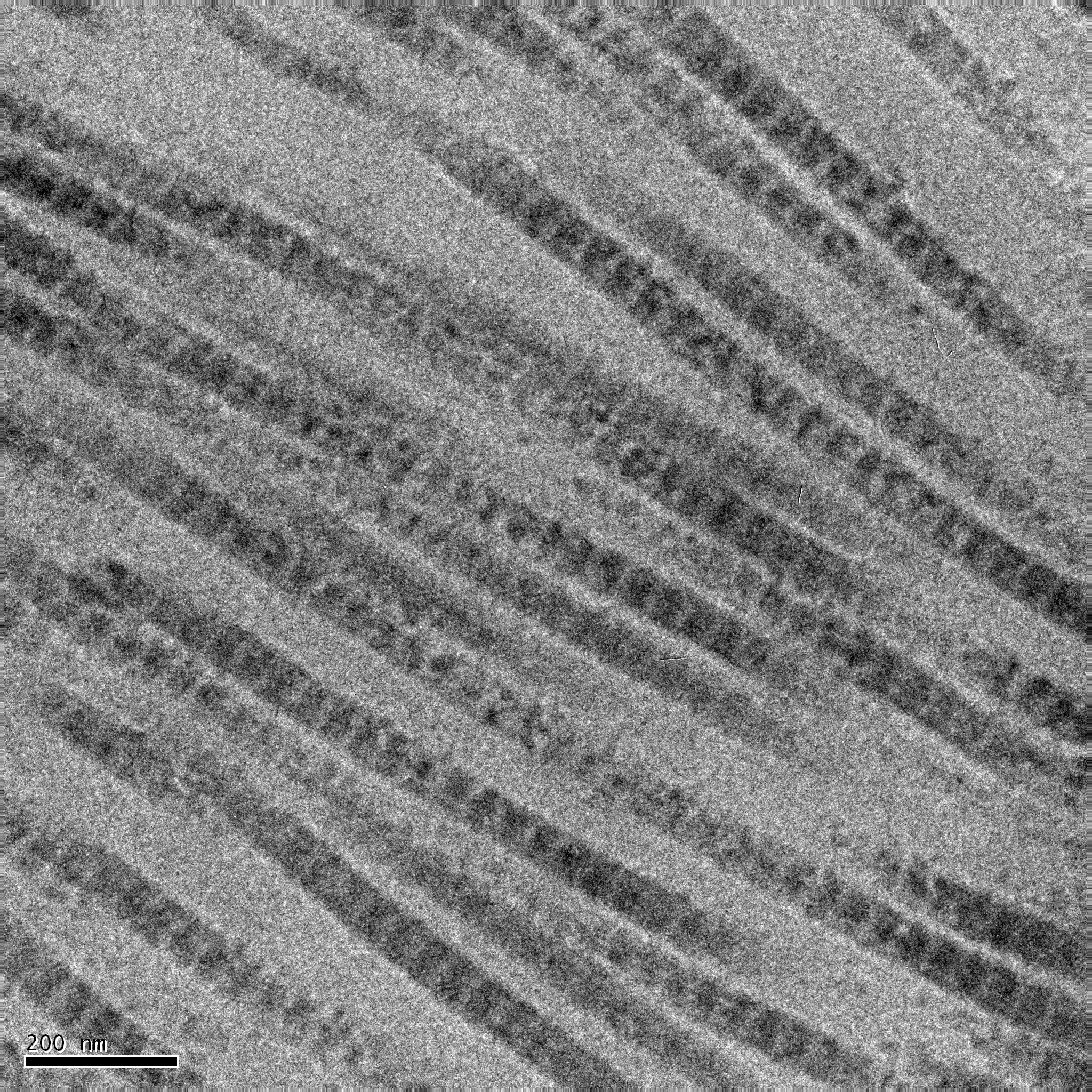
콜라겐 섬유의 D-주기는 전자 현미경으로 관찰했을 때 67nm 대역을 시각적으로 보여준다.

삼중나선 내에는 일부 공유 결합 가교 결합이 있으며, 잘 조직화된 응집체(예: 섬유)를 형성하는 트로포콜라겐 나선 간에는 다양한 양의 공유 결합 가교 결합이 있다. 더 큰 섬유 다발은 여러 다른 종류의 단백질(다른 콜라겐 유형 포함), 당단백질 및 프로테오글리칸의 도움을 받아 동일한 핵심 요소의 대체 조합으로부터 다양한 유형의 성숙한 조직을 형성한다. 콜라겐의 불용성은 단량체 콜라겐 연구에 장벽이 되었지만, 어린 동물의 트로포콜라겐은 아직 완전히 가교 결합되지 않았기 때문에 추출될 수 있다는 것이 밝혀졌다. 그러나 현미경 기술(예: 전자 현미경(EM) 및 원자간력 현미경(AFM)) 및 X선 회절의 발전은 연구자들이 콜라겐 구조의 제자리에서 점점 더 자세한 이미지를 얻을 수 있게 했다. 이러한 후속 발전은 콜라겐 구조가 세포-세포 및 세포-기질 통신에 미치는 영향과 조직이 성장 및 복구에서 어떻게 구성되고 발달 및 질병에서 어떻게 변화하는지를 더 잘 이해하는 데 특히 중요하다. 예를 들어, AFM 기반 나노 압입을 사용하여 단일 콜라겐 섬유가 축 방향으로 이질적인 물질이며, 그 틈과 겹침 영역에서 현저히 다른 기계적 특성을 가지며, 이는 이 두 영역의 다른 분자 조직과 관련이 있음이 입증되었다.
콜라겐 섬유/응집체는 다양한 조직에서 다양한 조합과 농도로 배열되어 다양한 조직 특성을 제공한다. 뼈에서는 전체 콜라겐 삼중나선이 평행하게 어긋난 배열로 놓여 있다. 트로포콜라겐 소단위체 끝 사이의 40nm 틈(대략 틈 영역과 같음)은 미네랄 성분인 수산화인회석(약) Ca~10~(OH)~2~(PO~4~)~6~의 길고 단단하며 미세한 결정이 침착되는 핵 생성 부위 역할을 할 것이다. I형 콜라겐은 뼈에 인장 강도를 부여한다.

## 관련 질환
콜라겐 관련 질병은 주로 정상적인 콜라겐 생산에 관련된 생합성, 조립, 번역 후 변형, 분비 또는 기타 과정에 영향을 미치는 유전적 결함이나 영양 결핍으로 인해 발생한다.
| 유형   | 설명 | 유전자                                         | 질환                                                                      |
| I      | 이것은 인체에서 가장 풍부한 콜라겐이다. 조직이 복구되어 치유될 때 최종 산물인 흉터 조직에 존재한다. 힘줄, 피부, 동맥벽, 각막, 근섬유를 둘러싸는 근육속막, 섬유연골, 뼈와 치아의 유기 부분에서 발견된다. | COL1A1, COL1A2                                 | 불완전 뼈형성, 엘러스-단로스 증후군, 유아기 피질성 골과형성증 (카페이 병) |
| II     | 유리 연골, 모든 연골 단백질의 50%를 차지한다. 눈의 유리체액. | COL2A1                                         | 교원질병, II형 및 XI형                                                    |
| III    | 이것은 육아조직의 콜라겐이며, 더 단단한 I형 콜라겐이 합성되기 전에 젊은 섬유모세포에 의해 빠르게 생성된다. 그물 섬유. 동맥벽, 피부, 장 및 자궁에서도 발견된다.                                          | COL3A1                                         | 엘러스-단로스 증후군, 뒤피트랑 구축                                       |
| IV     | 기저막; 눈 수정체. 또한 모세혈관 및 콩팥의 사구체 여과 시스템의 일부로 작용한다. | COL4A1, COL4A2, COL4A3, COL4A4, COL4A5, COL4A6 | 알포트 증후군, 굿파스처 증후군                                            |
| V      | 대부분의 간질 조직, I형과 관련됨, 태반과 관련됨 | COL5A1, COL5A2, COL5A3                         | 엘러스-단로스 증후군 (고전형)                                             |
| VI     | 대부분의 간질 조직, I형과 관련됨 | COL6A1, COL6A2, COL6A3, COL6A5                 | 울리히 근병증, 베틀렘 근병증, 아토피 피부염                               |
| VII    | 표피-진피 경계에서 고정 섬유를 형성한다 | COL7A1                                         | 이영양성 수포성 표피박리증                                                |
| VIII   | 일부 혈관내피 세포 | COL8A1, COL8A2                                 | 후방 다형 각막 이영양증 2                                                 |
| IX     | FACIT 콜라겐, 연골, II형 및 XI형 섬유와 관련됨 | COL9A1, COL9A2, COL9A3                         | EDM2 및 EDM3                                                              |
| X      | 과형성 및 광물화 연골 | COL10A1                                        | 슈미트 골간단 이형성증                                                    |
| XI     | 연골 | COL11A1, COL11A2                               | 교원질병, II형 및 XI형                                                    |
| XII    | FACIT 콜라겐, I형 함유 섬유, 데코린 및 글리코사미노글리칸과 상호작용 | COL12A1                                        | –                                                                         |
| XIII   | 막관통 콜라겐, 인테그린 a1b1, 피브로넥틴 및 기저막 성분(예: 니도겐 및 펄레칸)과 상호작용 | COL13A1                                        | –                                                                         |
| XIV    | FACIT 콜라겐, 운둘린(undulin)으로도 알려짐 | COL14A1                                        | –                                                                         |
| XV     | – | COL15A1                                        | –                                                                         |
| XVI    | FACIT 콜라겐 | COL16A1                                        | –                                                                         |
| XVII   | 막관통 콜라겐, BP180이라고도 불리는 180 kDa 단백질 | COL17A1                                        | 수포성 유천포진 및 특정 형태의 접합부 수포성 표피박리증                   |
| XVIII  | 엔도스타틴의 원천 | COL18A1                                        | –                                                                         |
| XIX    | FACIT 콜라겐 | COL19A1                                        | –                                                                         |
| XX     | – | COL20A1                                        | –                                                                         |
| XXI    | FACIT 콜라겐 | COL21A1                                        | –                                                                         |
| XXII   | FACIT 콜라겐 | COL22A1                                        | –                                                                         |
| XXIII  | MACIT 콜라겐 | COL23A1                                        | –                                                                         |
| XXIV   | – | COL24A1                                        | –                                                                         |
| XXV    | – | COL25A1                                        | –                                                                         |
| XXVI   | – | EMID2                                          | –                                                                         |
| XXVII  | – | COL27A1                                        | –                                                                         |
| XXVIII | – | COL28A1                                        | –                                                                         |
| XXIX   | – | COL29A1                                        | –                                                                         |

위에 언급된 질병 외에도 피부경화증에서는 콜라겐의 과도한 침착이 발생한다.

## 질병
20가지 이상의 콜라겐 유형 중 12가지에서 1,000가지의 돌연변이가 확인되었다. 이 돌연변이들은 조직 수준에서 다양한 질병을 유발할 수 있다.
불완전 뼈형성 – 1형 콜라겐의 돌연변이로 인한 우성 상염색체 질환으로, 뼈가 약해지고 결합 조직이 불규칙해지며, 일부 사례는 경미할 수 있지만 다른 사례는 치명적일 수 있다. 경미한 사례는 1형 콜라겐 수치가 낮고, 심각한 사례는 콜라겐에 구조적 결함이 있다.
연골 이형성증 – 2형 콜라겐의 돌연변이로 인해 발생하는 것으로 추정되는 골격계 질환으로, 이를 확인하기 위한 추가 연구가 진행 중이다.
엘러스-단로스 증후군 – 결합 조직의 변형을 초래하는 이 질환의 13가지 다른 유형이 알려져 있다. 희귀한 유형 중 일부는 동맥 파열로 이어져 치명적일 수 있다. 각 증후군은 다른 돌연변이로 인해 발생한다. 예를 들어, 이 질환의 혈관형(vEDS)은 3형 콜라겐의 돌연변이로 인해 발생한다.
알포트 증후군 – 유전적으로 전달될 수 있으며, 보통 X-연관 우성으로, 때로는 상염색체 우성 및 상염색체 열성 질환으로도 전달된다. 이 질환을 가진 사람들은 신장과 눈에 문제가 있으며, 소아기 또는 청소년기에 청력 상실이 발생할 수도 있다.
크노블로흐 증후군 – 콜라겐 XVIII의 생성을 코딩하는 COL18A1 유전자의 돌연변이로 인해 발생한다. 환자는 뇌 조직의 돌출과 망막의 퇴행을 보인다. 가족 중에 이 질환을 가진 사람이 있는 경우, 유전적 연관성이 있기 때문에 이 질환에 걸릴 위험이 증가한다.

## 동물 포획
콜라겐은 합성되지 않을 때 동물의 가죽에서 채취할 수 있다. 이는 파라과이에서 대규모 콜라겐 생산자들이 개벌된 지역에서 방목되는 소의 가죽을 대량으로 구매하면서 삼림 벌채를 초래했다.

## 특성
콜라겐은 길고 섬유성 구조 단백질 중 하나로, 효소와 같은 구상 단백질과는 상당히 다른 기능을 한다. 콜라겐 섬유라고 불리는 질긴 콜라겐 묶음은 대부분의 조직을 지지하고 외부에서 세포 구조를 제공하는 세포외기질의 주요 구성 요소이지만, 콜라겐은 특정 세포 내부에서도 발견된다. 콜라겐은 인장 강도가 뛰어나며, 근막, 연골, 인대, 힘줄, 뼈 및 피부의 주요 구성 요소이다. 탄력소 및 부드러운 케라틴과 함께 피부의 강도와 탄력을 담당하며, 콜라겐의 분해는 노화에 동반되는 주름을 유발한다. 콜라겐은 혈관을 강화하고 조직 발달에 중요한 역할을 한다. 눈의 각막과 수정체에 결정 형태로 존재한다. 중생대와 고생대의 뼈에서도 자주 화석화되는 것으로 보아 화석 기록에서 가장 풍부한 단백질 중 하나일 수 있다.

### 기계적 특성
콜라겐은 다양한 규모에서 기계적 특성이 크게 달라지는 복합적인 계층적 재료이다.
분자 수준에서 원자적 및 조악 모형 시뮬레이션뿐만 아니라 수많은 실험적 방법들이 분자 수준에서 콜라겐의 영률에 대한 여러 추정치를 도출했다. 특정 변형률 이상에서만 탄성 계수와 변형률 사이의 강한 관계가 존재하는데, 이는 콜라겐 분자 내 원자 수가 많기 때문일 수 있다. 분자의 길이 또한 중요한데, 짧은 분자들이 수소 결합이 끊어지고 다시 형성되는 비율이 높기 때문에 긴 분자보다 인장 강도가 낮다.
원섬유 규모에서 콜라겐은 분자 규모에 비해 더 낮은 탄성 계수를 가지며, 기하학적 형태, 관찰 규모, 변형 상태 및 수분 수준에 따라 달라진다. 가교 결합 밀도를 분자당 0에서 3으로 증가시키면 섬유가 지탱할 수 있는 최대 응력이 0.5 GPa에서 6 GPa로 증가한다.
콜라겐 섬유의 인장 강도에 대한 제한적인 테스트가 이루어졌지만, 일반적으로 섬유는 섬유질에 비해 낮은 영률을 가지는 것으로 나타났다.
콜라겐의 기계적 특성을 연구할 때 힘줄은 순수하고 정렬된 콜라겐 구조에 가깝기 때문에 이상적인 재료로 자주 선택된다. 그러나 거시적 조직 규모에서는 콜라겐 섬유와 원섬유가 배열될 수 있는 방대한 수의 구조로 인해 매우 다양한 특성이 나타난다. 예를 들어, 힘줄은 주로 평행한 섬유를 가지는 반면, 피부는 물결 모양의 섬유망으로 구성되어 힘줄이 피부에 비해 훨씬 높은 강도와 낮은 연성을 나타낸다. 여러 계층적 수준에서의 콜라겐의 기계적 특성은 다음과 같다.
| 계층적 수준                                | 영률        |
| ------------------------------------------ | ----------- |
| 분자 (원자 모델링을 통해)                  | 2.4-7 GPa   |
| 원섬유                                     | 0.2-0.8 GPa |
| 섬유 (가교 결합된 쥐 꼬리 힘줄에서 측정)   | 1.10 GPa    |
| 섬유 (비가교 결합된 쥐 꼬리 힘줄에서 측정) | 50-250 MPa  |

콜라겐은 점탄성 고체로 알려져 있다. 콜라겐 섬유를 직렬로 연결된 두 개의 켈빈-보이트 모델(각각 용수철과 감쇠기로 병렬 구성)로 모델링할 때, 섬유의 변형률은 다음 방정식에 따라 모델링될 수 있다.
{\displaystyle {\frac {d\epsilon _{D}}{d\epsilon _{T}}}=\alpha +(\beta -\alpha )exp[-\gamma {\frac {\epsilon _{T}}{\dot {\epsilon _{T}}}}]}
여기서 α, β, γ는 정의된 재료 특성이고, εD는 섬유 변형률이며, εT는 총 변형률이다.

### 활용

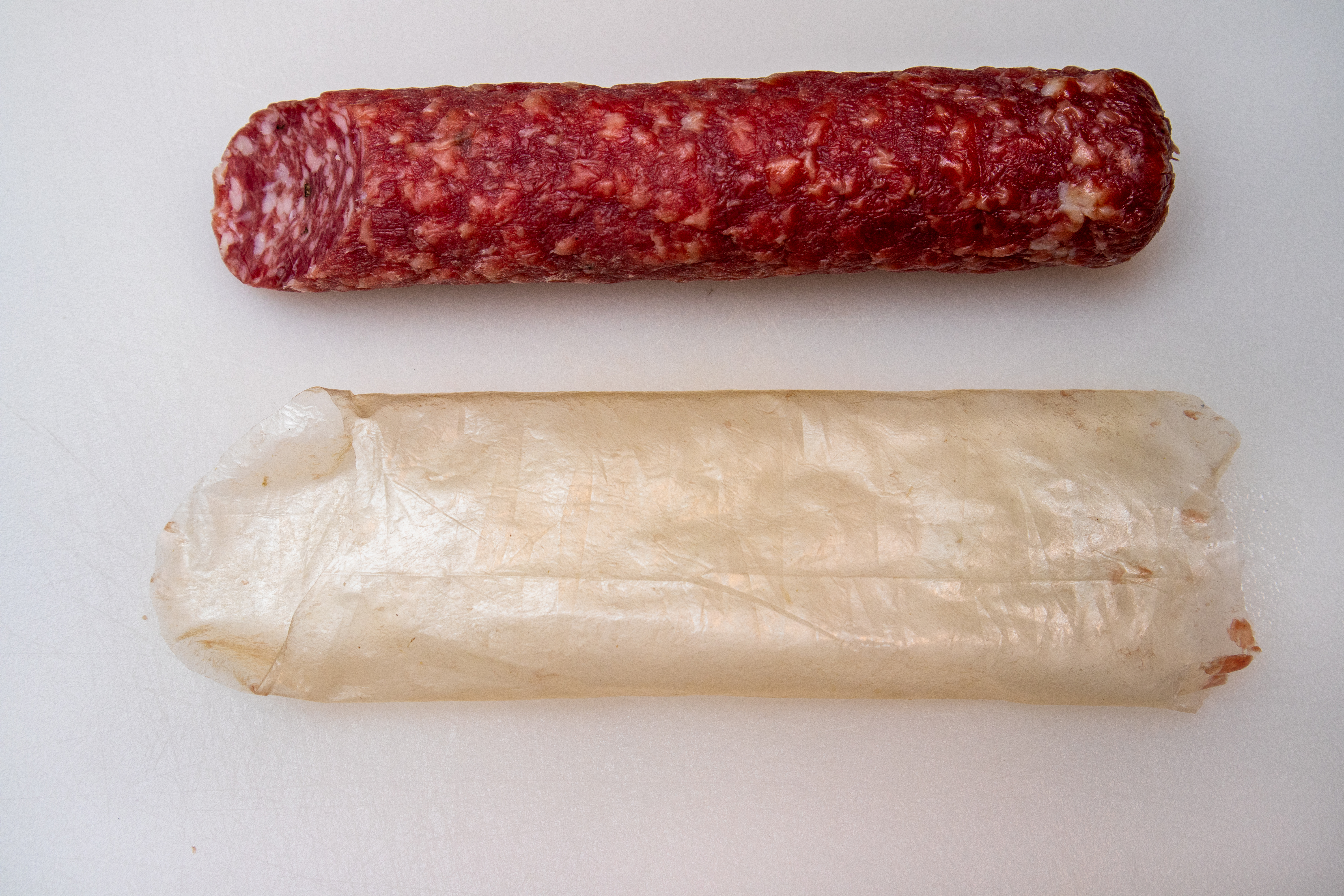
살라미와 그 살라미가 담겨있던 콜라겐 케이싱 (아래)

콜라겐은 매우 다양한 용도로 사용된다. 의료 산업에서는 성형 수술과 화상 수술에 사용된다. 식품 제조에 콜라겐을 사용하는 예로는 소시지 케이싱이 있다.
콜라겐이 충분히 변성되면(예: 가열에 의해) 세 개의 트로포콜라겐 가닥이 부분적으로 또는 완전히 구상 도메인으로 분리되는데, 이 도메인은 일반 콜라겐 폴리프롤린 II (PPII)의 무작위 코일과 다른 이차 구조를 포함한다. 이 과정은 젤라틴의 형성을 설명하며, 젤라틴은 맛을 낸 젤리와 같은 많은 식품에 사용된다. 식품 외에도 젤라틴은 제약, 화장품 및 사진 산업에서 사용되어 왔다. 또한 식이 보충제로 사용되며, 노화 과정에 대한 잠재적인 치료법으로 광고되어 왔다.
풀을 뜻하는 그리스어 콜라(kolla)에서 유래한 콜라겐은 "풀 생산자"를 의미하며, 말이나 다른 동물의 피부와 힘줄을 삶아 풀을 얻는 초기 과정을 가리킨다. 콜라겐 접착제는 약 4,000년 전 이집트인들이 사용했으며, 아메리카 원주민들은 약 1,500년 전 활을 만드는 데 사용했다. 탄소 연대 측정으로 8,000년 이상 된 세계에서 가장 오래된 풀은 콜라겐으로 밝혀졌다. 이는 밧줄 바구니와 수놓은 직물의 보호 안감으로, 도구를 함께 고정하고, 인간 두개골의 교차 장식에 사용되었다. 콜라겐은 일반적으로 젤라틴으로 변환되지만, 건조한 조건으로 인해 보존되었다. 동물성 아교는 열가소성 플라스틱으로, 재가열 시 다시 부드러워지므로, 수리를 위해 다시 열어야 할 수도 있는 고급 바이올린이나 기타와 같은 악기 제작에 여전히 사용된다. 이는 영구적인 질긴 합성 플라스틱 접착제와는 양립할 수 없는 용도이다. 동물 힘줄과 가죽은 수천 년 동안 유용한 물건을 만드는 데 사용되어 왔다.
젤라틴-레조르시놀-폼알데하이드 접착제(그리고 폼알데하이드는 독성이 덜한 펜탄다이알 및 에탄다이알로 대체됨)는 토끼 허파의 실험적 절개 부위를 수리하는 데 사용되었다.

### 화장품
소 콜라겐은 주름과 피부 노화의 미학적 교정을 위한 피부 필러에 널리 사용된다. 콜라겐 크림도 널리 판매되고 있지만, 콜라겐 섬유가 너무 커서 피부에 침투할 수 없기 때문에 콜라겐 크림은 효과가 없다. 콜라겐은 피부, 털, 손발톱 및 기타 조직에 필수적인 단백질이다. 나이와 자외선 손상, 흡연과 같은 요인으로 인해 생산량이 감소한다. 물고기와 소 같은 출처에서 유래한 콜라겐 보충제는 피부, 머리카락, 손발톱 개선을 위해 판매된다. 일부 연구에서는 피부에 대한 이점이 나타났지만, 이러한 보충제에는 종종 다른 유익한 성분이 포함되어 있어 콜라겐 단독으로 효과적인지 불분명하다. 콜라겐의 머리카락 및 손발톱에 대한 이점을 뒷받침하는 증거는 미미하다. 전반적으로, 경구 콜라겐 보충제의 효과는 잘 입증되지 않았으며, 건강한 생활 습관과 자외선 차단제와 같이 입증된 피부 관리 방법에 집중하는 것이 권장된다.

## 역사
콜라겐의 분자 및 패킹 구조는 수십 년간의 연구 끝에 과학자들에게 밝혀졌다. 분자 수준에서 규칙적인 구조를 가지고 있다는 첫 번째 증거는 1930년대 중반에 제시되었다. 이후 연구는 콜라겐 단량체의 형태에 집중되었고, 각 개별 펩타이드 사슬의 형태를 정확하게 다루면서 여러 경쟁 모델을 제시했다. G. N. 라마찬드란이 1955년에 제안한 삼중나선 "마드라스" 모델은 콜라겐의 사차 구조에 대한 정확한 모델을 제공했다. 이 모델은 20세기 후반 고해상도 연구에 의해 더욱 지지되었다.
콜라겐의 패킹 구조는 섬유성 콜라겐 유형 외에는 동일한 정도로 정의되지 않았지만, 육각형이라는 것은 오랫동안 알려져 왔다. 단량체 구조와 마찬가지로, 콜라겐 분자의 패킹 배열이 '시트형'인지 미세섬유형인지에 대해 여러 상반된 모델이 제시되었다. 힘줄, 각막, 연골 내 콜라겐 섬유의 미세섬유 구조는 20세기 후반과 21세기 초에 전자현미경으로 직접 촬영되었다. 쥐 꼬리 힘줄의 미세섬유 구조는 관찰된 구조와 가장 유사한 것으로 모델링되었지만, 인접한 콜라겐 분자의 위상학적 진행을 과도하게 단순화하여 불연속적인 D-주기 오량체 배열인 미세섬유의 정확한 형태를 예측하지 못했다.

## 같이 보기
- 콜라겐 하이브리드화 펩타이드, 변성 콜라겐에 결합할 수 있는 펩타이드
- 과운동성 스펙트럼 장애
- 금속단백질 분해효소 억제제
- 뼈유기질, 콜라겐을 함유한 뼈의 구성 요소
- 콜라겐 손실